# 116 (număr)
116 (o sută șaisprezece) este numărul natural care urmează după 115 și precede pe 117.

## În matematică
- Este un număr compus, având divizorii 1, 2, 4, 29, 58 și 116.
- Este un număr Erdős-Woods[2][3]
- Este un număr noncototient, deoarece nu există nicio soluție pentru ecuația m − φ(m) = n, unde φ este funcția lui Euler.[4]
- 116! + 1 este un prim factorial.[5]
- Există 116 metode diferite de a distribui numerele de la 1 la 5 în submulțimi astfel încât, pentru fiecare k, unirea primelor submulțimi k este un șir consecutiv de numere întregi.[6]
- Există 116 matrice Costas de tipul 6×6 diferite.[7]

## În știință
- Este numărul atomic al livermoriului.

### Astronomie
- NGC 116, o galaxie lenticulară, situată în constelația Balena.
- 116 Sirona, o planetă minoră (asteroid) din centura principală.
- 116P/Wild, o cometă descoperită de Paul Wild.

## Alte domenii
O sută șaisprezece se mai poate referi la:
- Numărul anilor în care s-a desfășurat de fapt Războiul de 100 de Ani (între 1337 și 1453).